# Quekettia jenmanii
Quekettia jenmanii är en orkidéart som beskrevs av Heinrich Gustav Reichenbach. Quekettia jenmanii ingår i släktet Quekettia och familjen orkidéer.
Artens utbredningsområde är Guyana. Inga underarter finns listade i Catalogue of Life.